# Lee Miller (film)
Lee Miller (Lee) è un film del 2023 diretto da Ellen Kuras, al suo esordio alla regia.

## Trama
Fotografa affermata con un passato da modella a New York, Elisabeth Miller, detta Lee, si arruola per contribuire allo sforzo bellico durante la seconda guerra mondiale come fotografa per Vogue.

## Produzione
Nell'ottobre 2015 è stato annunciato che Kate Winslet avrebbe interpretato Lee Miller, ma solo nel giugno 2020 Ellen Kuras si è unita al progetto in veste di regista. Nell'ottobre 2021 Marion Cotillard, Andrea Riseborough e Josh O'Connor si sono uniti al cast.
Le riprese sono iniziate nel settembre 2022 in Croazia e sono proseguite in Ungheria prima di terminare nel dicembre dello stesso anno.

## Promozione
Il primo trailer del film è stato diffuso il 1º maggio 2024.

## Distribuzione
Il film è stato presentato in anteprima mondiale il 9 settembre 2023 al Toronto International Film Festival ed è stato distribuito nelle sale britanniche e irlandesi il 13 settembre 2024, in quelle nordamericane il 20 dello stesso mese ed in quelle italiane il 13 marzo 2025.

## Accoglienza

### Incassi
Il film ha incassato poco più di 24,6 milioni di dollari.

### Critica
Sull'aggregatore di recensioni Rotten Tomatoes 146 critici esprimono un gradimento del 67%, su Metacritic il voto medio di 30 critici è di 62/100.

## Riconoscimenti
- 2025 – Golden Globe[14]
  - Candidatura per la miglior attrice in un film drammatico a Kate Winslet